# Anna Grupińska
Anna Grupińska (ur. 1946 we Wrocławiu) – polska urzędniczka państwowa i dyplomatka, w latach 2007–2012 Ambasador RP w Kenii, od 2010 do 2012 w Burundi, Mauritiusie, Somalii i Tanzanii.

## Życiorys
Ukończyła studia na Wydziale Ekonomii Politycznej Uniwersytetu Warszawskiego. Pracowała w Komisji Planowania (1969–1972) oraz naukowo na Uniwersytecie Warszawskim (1972–1979). Pod koniec lat 80. podjęła pracę w Kancelarii Sejmu. Była m.in. sekretarzem Komisji Przekształceń Własnościowych i Komisji Spraw Zagranicznych. W końcu lat 90. została pracownikiem Ministerstwa Spraw Zagranicznych. Przez ponad cztery lata pracowała w Wiedniu jako zastępca szefa misji przy Biurze Narodów Zjednoczonych i Organizacjach Międzynarodowych. W centrali MSZ dwukrotnie pełniła funkcję dyrektora Departamentu Systemu Narodów Zjednoczonych i Problemów Globalnych.
19 października 2007 objęła funkcję Ambasadora Nadzwyczajnego i Pełnomocnego RP w Kenii. W 2010 mianowana dodatkowo Ambasadorem Nadzwyczajnym i Pełnomocnym w Burundi, Mauritiusie, Somalii i Tanzanii.
W 2012 została odwołana z placówki w Kenii i stanowisk w Rwandzie, Burundi, Somalii, Ugandzie, Tanzanii, na Madagaskarze, Mauritiusie, Seszelach, Komorach; oraz ze stanowisk Stałego Przedstawiciela RP przy UNEP i UN-Habitat.
2 września 2013 została doradcą w gabinecie politycznym ministra środowiska, Marcina Korolca.